# Capital económico
En finanzas, el capital económico es la cantidad de capital de riesgo, evaluada sobre una base realista, que una empresa necesita para cubrir los riesgos que corre o cobra como empresa en funcionamiento, como el riesgo de mercado, el riesgo de crédito, el riesgo legal y el riesgo operativo. Es la cantidad de dinero que se necesita para garantizar la supervivencia en el peor de los casos. Por tanto, las empresas y los reguladores de los servicios financieros deberían tratar de mantener un capital de riesgo por un importe al menos igual al capital económico.
Normalmente, el capital económico se calcula determinando la cantidad de capital que la empresa necesita para garantizar que su balance realista siga siendo solvente durante un cierto periodo de tiempo con una probabilidad especificada de antemano. Por lo tanto, el capital económico suele calcularse como valor en riesgo. El balance, en este caso, se elaboraría mostrando el valor de mercado (en lugar del valor contable) de los activos y pasivos.

## En las ciencias sociales
En la sociología, el capital económico es la suma total de los recursos económicos de un individuo, es decir, tanto sus ingresos como, en el sentido más amplio, su riqueza. El capital económico es un concepto sociológico popularizado por Pierre Bourdieu.
En La distinction, Bourdieu trata de explicar el lugar que ocupan los individuos en el espacio social. Considera que cada individuo está dotado de tres tipos de capital: capital social, capital cultural y capital económico. Los tres tipos de capital coexisten y pueden interactuar. Por ejemplo, cuando un individuo compra obras de arte caras, el comprador transforma el capital económico en capital social.
A diferencia de otros capitales, el capital económico es un bien material. El capital cultural puede ciertamente objetivarse (por la posesión de un diploma físico, o de una vasta biblioteca privada), pero el capital económico se distingue por su carácter eminentemente maleable y su utilización instantánea mediante pago. La consecuencia de este carácter físico es que es el capital que más fácilmente se transmite de una generación a otra. Para Bourdieu, el dinero es la «realización» última de este capital.